# Berge Østenstad
Berge Østenstad (Asker, 15 de setembre de 1964), és un jugador d'escacs noruec, el sisè del seu país en assolir el títol de Gran Mestre, el 2003.
A la llista d'Elo de la FIDE del febrer de 2022, hi tenia un Elo de 2455 punts, cosa que en feia el jugador número 18 (en actiu) de Noruega. El seu màxim Elo va ser de 2506 punts, a la llista d'octubre de 2004 (posició 614 al rànquing mundial).

## Resultats destacats en competició
Østenstad és el jugador que més cops ha guanyat el Campionat d'escacs de Noruega, vuit en total, els anys 1984, 1990, 1994, 1997, 1999 (superant Leif Erlend Johannessen 2-0 al play-off), 2003, 2004 (superant Magnus Carlsen al desempat), i 2011.
Østenstad va obtenir el títol de Mestre Internacional el 1987. Va assolir la seva primera norma de Gran Mestre a Gausdal el 1990, la segona a Biel/Bienne el mateix any, i la tercera a Goteborg el 2003. El seu Elo va assolir els necessaris 2500 punts el 1991. La norma de Biel la va obtenir després que la FIDE liberalitzés els requisits per les normes de GM, i fes a més aquests canvis d'aplicació retroactiva.

### Participació en competicions per equips
Østenstad ha jugat, representant Noruega, a les Olimpíades d'escacs de 1984, 1990 i 2004.